# Stoffelsberger Bach
| Zuläufe und Bauwerke \| Stoffelsberger Bach \| Stoffelsberger Bach \| Stoffelsberger Bach \| \| ---------------------------- \| ------------------- \| ------------------- \| \| Legende \| \| \| \| Wuppertal \| \| Wuppertal \| \| \| \| \| \| \| \| \| \| \| \| \| \| Wupper (Beyenburger Stausee) \| \| \| |  |           |
| Stoffelsberger Bach |  |           |
| Legende |  |           |
| Wuppertal |  | Wuppertal |
| |  |           |
| |  |           |
| |  |           |
| Wupper (Beyenburger Stausee) |  |           |

Der Stoffelsberger Bach ist ein linker Zufluss der Wupper in der nordrhein-westfälischen Großstadt Wuppertal.

## Lage und Topografie
Der Stoffelsberger Bach entspringt auf 257 Meter ü. NN bei dem Wuppertaler Weiler Stoffelsberg und fließt in nördliche Richtung. Er mündet nach ca. 550 Metern auf 197 Meter ü. NN in den Beyenburger Stausee, einen  Aufstau der Wupper.

## Geschichte
Die Elberfelder Linie der Bergischen Landwehr überquerte nördlich von Stoffelsberg den Bach.